# アンドレア・ラッジ
アンドレア・ラッジ（Andrea Raggi, 1984年6月24日 - ）は、イタリア・ラ・スペツィア出身のサッカー選手。ポジションはDF（CB）。

## 経歴

### イタリア時代
2002年にエンポリのユースへ入団。2003年にトップチームへ昇格すると同時にセリエC2のカッラレーゼへレンタル移籍し、29試合に出場。
2004年にエンポリへ復帰し翌年にセリエAデビュー。レギュラーに定着し、2007年にはクラブ史上初となるUEFAカップ出場権獲得に貢献した。しかし2007-08シーズンにはUEFAカップとセリエAの二束の草鞋を履ききれず低調なパフォーマンスに終始。クラブも下位に沈み、セリエBへの降格を余儀なくされた。
エンポリの降格に伴い、2008年にパレルモに移籍。しかしパレルモでも不調が続き、半年でサンプドリアへレンタルで放出。翌2009-10シーズンにはボローニャへ、2010-11シーズンにはバーリへレンタル移籍へと3シーズン連続でのレンタル移籍を経験した。
2011年、ボローニャへ完全移籍。2シーズン前に在籍していたこともあり素早くチームに馴染み、クラブの9位フィニッシュに貢献した。

### ASモナコ
2012年に同胞クラウディオ・ラニエリ率いるリーグ・ドゥのASモナコへフリートランスファーで加入。2012-13シーズンには35試合に出場し、クラブのリーグ・アン昇格に貢献。2016-17シーズンにはジェメルソンの台頭もありリーグ戦では14試合の出場に留まったものの守備のマルチロールとしてモナコの17季ぶりのリーグ・アン優勝を支えた。同シーズンのUEFAチャンピオンズリーグでは15試合に出場し、ラウンド16でマンチェスター・シティFCを、準々決勝でボルシア・ドルトムントをそれぞれ下してベスト4進出を果たした。
以降も貴重な控えとしてプレーし、2019年6月28日にシーズン終了後に退団することが発表された。モナコには7シーズン在籍し公式戦230試合で10得点6アシストを記録した。

## 所属クラブ
- エンポリFC 2003-2008

→ カッラレーゼ・カルチョ 2003-2004 (loan)
- USチッタ・ディ・パレルモ 2008-2011

→ UCサンプドリア 2009 (loan)
→ ボローニャFC 2009-2010 (loan)
→ ASバーリ 2010-2011 (loan)
- ボローニャFC 2011-2012
- ASモナコ 2012-2019

## タイトル

### クラブ
エンポリ
- セリエB : 2004-05

モナコ
- リーグ・ドゥ : 2012-13
- リーグ・アン : 2016-17

### 個人
- リーグ・ドゥベストイレブン : 2012-13